# James F. Holland

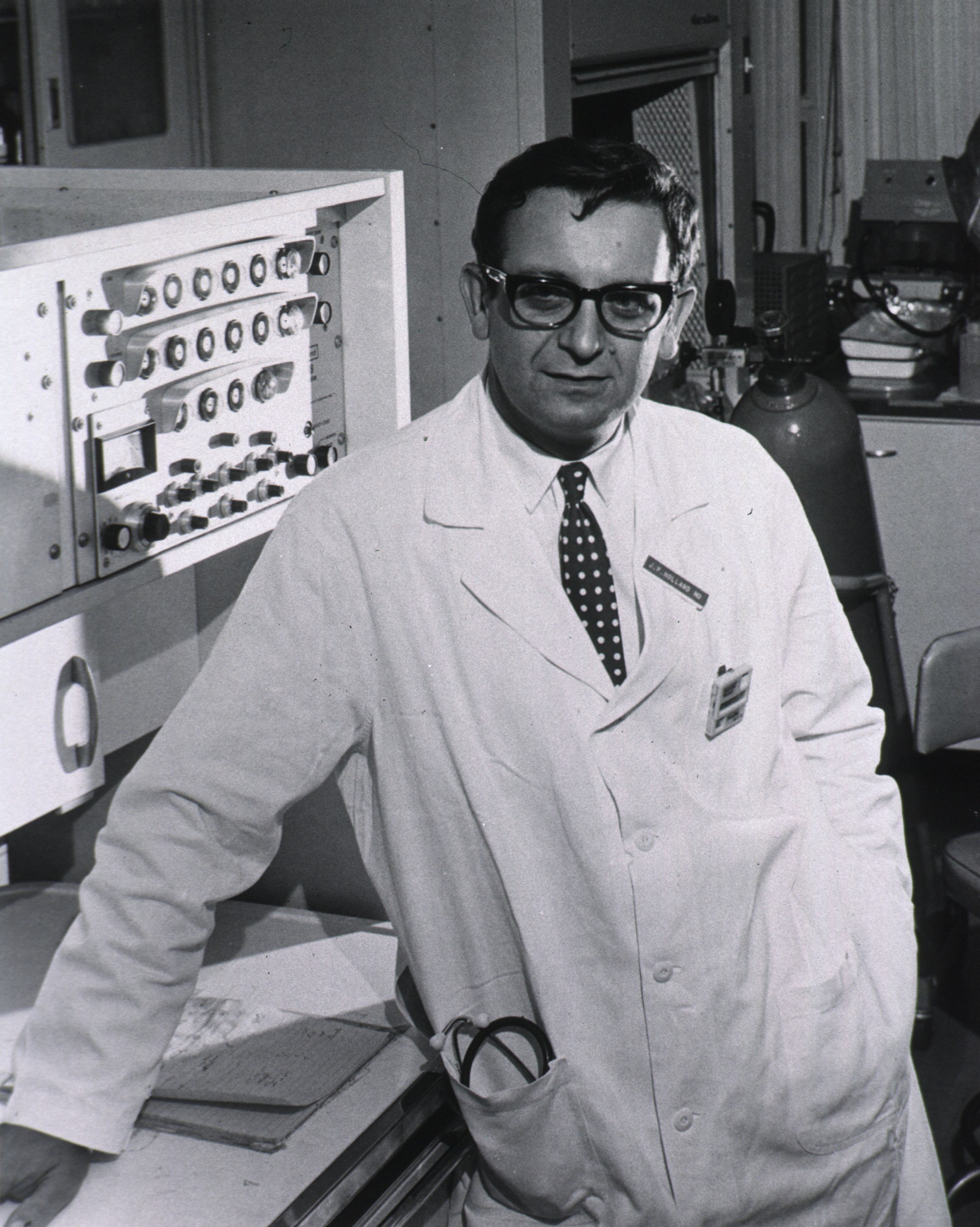
James F. Holland

James Frederick Holland (* 25. Mai 1925 in Morristown, New Jersey; † 22. März 2018 in Scarsdale, New York) war ein US-amerikanischer Mediziner (Onkologie) und Pionier der Entwicklung von Kombinations-Chemotherapeutika gegen Krebs.
Holland studierte an der Princeton University mit dem Bachelor-Abschluss 1944 und Medizin an der Columbia University mit dem M.D. 1947. Danach war er bis 1949 am Columbia Presbyterian Hospital angestellt, war als Militärarzt im Koreakrieg (1949 bis 1951 als Captain) und war 1951 bis 1952 in der Facharztausbildung (Residency) am Francis Delafield Hospital, die gerade ein Krebszentrum eröffnet hatten. 1952/53 war er Assistent an der Columbia University und 1953/54 am National Cancer Institute (NCI). Dort arbeitete er mit Emil Frei III an kombinierten Chemotherapien (Methotrexat, Mercaptopurin) bei akuter Leukämie von Kindern. Noch während des klinischen Tests nahm er 1954 eine leitende Stelle am Roswell Park Cancer Institute in Buffalo an (Chief of Medicine A und Direktor). Die klinische Studie wurde am NCI zu einer Multicenter-Studie erweitert, an der Holland in Buffalo weiter beteiligt war als Teil der Acute Leucemia Group B, der er 1963 bis 1981 vorstand. Außerdem war er Professor an der State University of New York at Buffalo.
1973 wurde er Professor am Mount Sinai Medical Center in New York und war dort 1985 bis 1993 Direktor des Derald H. Ruttenberg Cancer Center.
Mit Frei und Emil J. Freireich entwickelte er weitere Kombinationspräparate, so POMP (Methotrexat, Mercaptopurin, Vincristin und Prednison) gegen akute lymphatische Leukämie (ALL) von Kindern. War akute Leukämie bei Beginn ihrer Forschung noch unheilbar, erreichten sie schon 1975 eine 10-Jahres-Überlebensrate von 50 Prozent und später von 80 Prozent.
Er identifizierte auch Cisplatin als Chemotherapeutikum bei Hodenkrebs und Doxorubicin bei Osteosarkomen.
Er gehörte 2001 zu den Entdeckern eines mit dem Maus-Mammatumorvirus verwandten humanen Brustkrebsvirus (HMTV).
Mit Frei gab er das Standardwerk Cancer Medicine heraus, das – bearbeitet von weiteren Autoren – 2008 in 9. Auflage bei Wiley erschien.
1972 erhielt er den Lasker~DeBakey Clinical Medical Research Award und 1982 den David A. Karnofsky Memorial Award. Er war 1970/71 Präsident der American Association for Cancer Research und 1976 bis 1978 der American Society of Clinical Oncology. 1986 erhielt er den ersten Return of the Child Award der Leukemia Society of America.
1997 wurde er Ehrendoktor der State University of New York at Buffalo. James F. Holland war bis zu deren Tod 2017 mit Jimmie C. Holland verheiratet, die ebenfalls Onkologin war. Zusammen hatten sie fünf Kinder, James F. Holland hatte außerdem eine weitere Tochter.